# 小倉正身

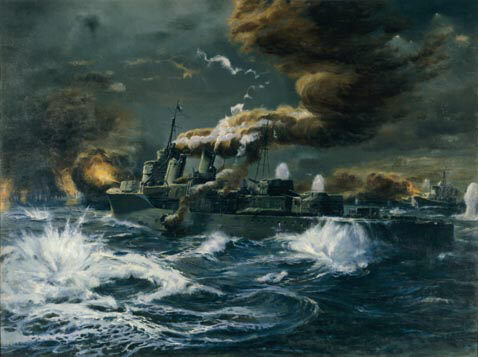
「ルンガ沖夜戦」　清水義雄・画

小倉 正身（おぐら まさみ、1901年12月1日 - 1942年11月30日）は、大日本帝国海軍軍人（海軍兵学校51期）。最終階位は大佐（戦死後進級）。

## 来歴
岐阜県大垣市赤坂町（当時、不破郡赤坂町）に小倉吉五郎・よねの長男として生まれる。
1923年7月14日、海軍兵学校を51期で卒業。1928年11月に結婚。同年12月に大尉となる。
1933年4月、満州国ハルビン臨時海軍防備隊分隊長に就任。1934年9月、松花江における「日本人ここにあり」事件に砲艦「廣慶」艦長として参加し、人質9名救出、並びに匪賊を殲滅した。「日本人ここにあり」は日本人の義心を表す標語として、当時、歌や映画になって人気を集めた。
1935年11月、少佐に昇進。1937年まで海軍兵学水雷科教官を務める。
1937年12月、駆逐艦「如月」艦長。「如月」は1938年10月、陸軍の作戦に協同し、揚子江遡江作戦を展開した。
1940年11月、駆逐艦「満潮」艦長に転任する。1941年10月、中佐に昇進。12月の対米英開戦を経て、「満潮」は1942年1月に蘭印作戦に参加した。
1942年2月19日、「満潮」はバリ島沖海戦に参加し、戦果を挙げた。8月、駆逐艦「高波」艦長に転任。
1942年11月30日、ルンガ沖夜戦に「高波」艦長として参加。先鋒を務めた「高波」は米艦船の集中砲火を浴びて沈没、小倉は瀕死の重傷を負い、艦と運命をともにした（戦死）。
没後、1943年に海軍大佐に進級。正五位、勲三等旭日章、功三級金鵄勲章を授与された。墓は大垣市赤坂町の勝山英霊墓地にある。